# Trận sông Scheldt
Trận sông Scheldt là một loạt các chiến dịch quân sự thực hiện bởi quân đoàn số 1 Canada do trung tướng Guy Simonds chỉ huy. Trận đánh diễn ra ở phía bắc nước Bỉ và tây nam Hà Lan trong chiến tranh thế giới thứ hai từ 2 tháng 10 cho đến 8 tháng 11 năm 1944.
Trước tháng 9 năm 1944, đòi hỏi cấp thiết khi đấy là quân Đồng Minh cần phải dọn sạch hai bên cửa sông Scheldt để khai thông cảng Antwerpen cho tàu thuyền Đồng Minh, nhờ đó giảm bớt gánh nặng hậu cần cho những tuyến chi viện kéo dài hàng trăm dặm Normandy về phía tây đến tận tuyến phòng thủ Siegfried. Từ lúc quân đội Đồng Minh đổ bộ vào Normandy (Pháp) ngày 6 tháng 6 năm 1944 (D-day), quân đoàn số 2 Anh Quốc đã tiến đến Low Countries, chiếm được Brussels và Antwerpen (các cảng của Antwerpen vẫn còn nguyên vẹn); trong khi người Đức vẫn kiểm soát cửa sông Scheldt.
Tháng 9 không diễn ra động thái gì đối với cảng Antwerpen đang bị chặn vì phần lớn nguồn lực của Đồng Minh được tập trung vào chiến dịch Market Garden bắt đầu từ ngày 17 tháng 9, một kế hoạch táo bạo sử dụng một mũi tấn công duy nhất vào nước Đức. Trong khi đó, người Đức ở Scheldt có cơ hội triển khai quân để đón họ.
Đầu tháng 10, sau khi chiến dịch Market Garden thất bại với tổn thất nặng nề, lực lượng Đồng Minh dẫn đầu bởi quân đoàn số 1 Canada bắt đầu chiếm cảng Antwerpen. Tuy nhiên quân đội Đức Quốc xã được tổ chức tốt đã phòng thủ hiệu quả. Phải sau nhiều trận đánh hết sức ác liệt, quân Canada mới chiếm được Antwerpen vào ngày 8 tháng 11 năm 1944.